# Bernardo Pasquini
Bernardo Pasquini (ur. 7 grudnia 1637 w Massa e Cozzile, zm. 22 listopada 1710 w Rzymie) – włoski kompozytor epoki baroku.

## Życiorys
Urodził się w Massa w Val di Nievole (dzisiejszej Massa e Cozzile) w Toskanii. Jego nauczycielami muzyki byli Pietro Antonio Cesti i Loreto Vittori. Odwiedził Rzym, gdzie pracował dla książąt Borghese; potem został organistą w bazylice Santa Maria Maggiore. Popierała go królowa Krystyna, dla której skomponował operę Dov'è amore è pietà, w 1679.
Gdy Alessandro Scarlatti przybył po raz drugi w życiu do Rzymu (1703-1708), Pasquini i Arcangelo Corelli często organizowali z nim wspólne koncerty, nad którymi pieczę sprawowała Akademia Arkadyjska, której wszyscy trzej byli członkami. Pasquini zmarł w Rzymie, pochowany obok kościoła S. Lorenzo in Lucina.
Jest znany jako autor wielu wirtuozerskich utworów na klawesyn.